# パイネル
パイネル（ブルガリア語: Пайнер, ラテン文字転写: Payner）は、ブルガリアのレコード会社。2007年現在、ポップ・フォーク音楽を中心に、多くのアーティストを擁するブルガリア最大手のレコード会社。音楽番組を放送するテレビ局Planeta TVを持っている。

## 主な所属アーティスト
- アンドレア
- アネリア
- ゲルガナ
- グロリア
- デシ・スラヴァ
- エミリア
- エシル・デュラン
- イヴァナ
- マグダ
- マリーナ
- マリア
- プレスラヴァ
- ライナ
- ガリナ

## 元所属アーティスト
- ヴェロニカ
- ヴェセラ
- エクストラ・ニーナ
- カメリア
- オーセム・オーセム
- レニ
- ターニャ・ボエヴァ
- ツヴェテリーナ

## テレビ局
パイネルは、2001年より自社の音楽を中心に音楽番組を放送するテレビ局Planeta TVを持っている。

## Planeta Prima
2004年からブルガリア国内の都市を巡るコンサート・ツアー「Planeta Prima (Планета Прима)」を行っている。2006年には15都市を巡回し、同社レーベルに所属するゲルガナ、エミリア、イヴァナ、カメリア、アネリア、ライナ、マリーナ、プレスラヴァらなどの人気歌手が登場した。

## グランド・プロダクションとパイネル
パイネルはセルビアのレコード会社グランド・プロダクションの関連企業であり、パイネルはグランド社の楽曲を使用する権利が契約によって認められている。これにより多くの旧ユーゴスラビアの歌手の曲がパイネルの歌手によってブルガリア語でカバーされている。